# Tokutarō Itō
Tokutarō Itō (伊藤篤太郎 Itō Tokutarō?,  1868 - 1941) fue un botánico y micólogo japonés .

## Algunas publicaciones[1]
- Ito, T. 1942. On some species of Saprolegniaceae found in Kyoto. J. of Japanese Botany 18: 121-129
- ----. 1942. On some aquatic species of Pythium found in Kyoto. J. of Japanese Botany 18: 309-316, 4 figs.
- ----. 1944. Some aquatic species of Phycomycetes found in Kyoto. J. of Japanese Botany 20: 51-60, 3 figs.
- ----. 1961. Fruit body formation of red bread mould Neurospora crassa. IV. Effect of ammonium and nitrate ion in the medium on the size of the perithecium. Botanical Magazine Tokyo 74 (879): 379-385, 2 grafs.
- ----. 1991. Descriptive catalogue of IFO fungus collection XII. 91. Trichobotrys effusa (Berkeley & Broome) Petch. Research Communications Institute for Fermentation, Osaka 15: 139-140, 144
- ----. 1993. Descriptive Catalogue of IFO Fungus Collection XIII. Research Communications Institute for Fermentation, Osaka 16: 138-142
- ----; A Kudo. 1994. [Promotion of zoosporangium formation in Phytophthora cambivora (Petri) Buisman, pathogen of apple crown rot in Japan]. Bulletin of the Fruit Tree Research Station Ibaraki, Japón 26: 71-82
- ----; A Nakagiri. 1991. Descriptive catalogue of IFO fungus collection XII. 88. Hemicarpenteles acanthosporus Udagawa & Takada. Research Communications Institute for Fermentation, Osaka 15: 135-136, 141
- ----; A Nakagiri. 1991. Descriptive catalogue of IFO fungus collection XII. 89. Didymostilbe matsushimae Seifert. Res. Communications Institute for Fermentation, Osaka 15: 136-137, 142
- ----; A Nakagiri. 1994. Stellatospora, a new genus of the Sordariaceae. Mycoscience 35 (4): 413-415
- ----; A Nakagiri. 1995. Westerdykella globosa, a proposal for a new combination. Mycoscience 36 (3): 361-363
- ----; A Nakagiri. 1995. Amauroascus purpureus, a new species of the Amauroascaceae (Ascomycotina). Mycotaxon 55: 347-352
- ----; T Yokoyama. 1985. Filamentous fungi collected in the far eastern USSR. Institute for Fermentation, Osaka Research Communications Annual Report 1983-1984 12: 34-62
- ----; T Yokoyama. 1985. Descriptive catalogue of IFO Fungus Collection IX; 81, Acrophialophora levis; 82, Gamsia dimera; 83, Stachybotrys bisbyi. Institute for Fermentation, Osaka Research Communications Annual Report 1983-1984 12: 107-111
- ----; T Yokoyama. 1987. Filamentous fungi from litter samples collected in Israel. Research Communications Institute for Fermentation, Osaka 13: 17-34
- ----; T Yokoyama. 1987. Descriptive catalogue of IFO fungus collection X. Research Communications Institute for Fermentation, Osaka 13: 83-85
- ----; T Yokoyama. 1988. Microfungi from soils of bonfire sites at Mt. Daisen, Japón. Trans. of the Mycological Society of Japan 29 (3): 235-247
- ----; T Yokoyama. 1989. Descriptive catalogue of IFO fungus collection XI. Res. Communications Institute for Fermentation, Osaka 14: 156-161
- Min, K-h; T Ito, T Yokoyama. 1987. Fungal flora of paddy field in Korea IV. Filamentous fungi isolated by heat treatment. Korean J. of Mycology 15 (3): 187-195
- Nakagiri, A; T Ito. 1991. Descriptive catalogue of IFO fungus collection XII. 90. Gyrothrix circinata (Berkeley & Curtis) Hughes. Res. Communications Institute for Fermentation, Osaka 15: 137-139, 143
- ----; T Ito. 1991, publ. 1992. Basidiocarp development of the cyphelloid gasteroid aquatic basidiomycetes Halocyphina villosa and Limnoperdon incarnatum. Can. J. of Botany 69 (10): 2320-2327
- ----; T Ito. 1994. Aniptodera salsuginosa, a new mangrove-inhabiting ascomycete, with observations on the effect of salinity on ascospore appendage morphology. Mycological Research 98 (8): 931-936
- ----.; SY Newell, T Ito. 1994. Two new Halophytophthora species, H. tartarea and H. masteri, from intertidal decomposing leaves in saltmarsh and mangrove regions. Mycoscience 35 (3): 223-232
- Nasu, H; A Nakagiri, T Ito, M Hatamoto. 1994. Brown zonate spot of grape caused by Briosia ampelophaga. Ann. of the Phytopathological Soc. of Japan 60 (5): 608-612
- Yokoyama, T; T Ito. 1988, publ. 1989. A new species of Coniochaeta from Japanese soils. Trans. of the Mycological Society of Japan 29 (4): 319-322

- La abreviatura «T.Itô o T.Ito» se emplea para indicar a Tokutarō Itō como autoridad en la descripción y clasificación científica de los vegetales.[2]